# Вулиця Шахтарська (Львів)
Вулиця Шахтарська — невеличка вулиця у Сихівському районі Львова, яка сполучає проспект Червоної Калини з вулицею Навроцького, утворюючи перехрестя з вулицею Сливовою.
Сучасна назва від 1957 року.
Забудова — двоповерхова барачна 1950-х років.